# خانه روستای ورونه
خانه تاریخی روستای ورونه مربوط به دوره قاجار است و در شهرستان دماوند، بخش مرکزی، دهستان جمع آبرود، روستای ورونه واقع شده و این اثر در تاریخ ۲۴ بهمن ۱۳۸۶ با شمارهٔ ثبت ۲۱۲۵۱ به‌عنوان یکی از آثار ملی ایران به ثبت رسیده است.